# Aylton Boa Morte
Aylton Filipe Boa Morte (Faro, 23 settembre 1993) è un calciatore portoghese, ala del Kayserispor.

## Carriera

### Biografia
Aylton Boa Morte è nato a Faro (Portogallo) da una famiglia di origini saotomensi. Suo zio Luís Boa Morte è stato un calciatore professionista, a lungo ala titolare della nazionale portoghese, che ha giocato prevalentemente in Inghilterra.

### Club

#### Gli inizi giovanili nei campionati amatoriali
Nel corso della sua carriera giovanile milita nel Cova da Piedade, nell'Amora e nel Beira Mar Almada, prima di debuttare nei senior con la maglia del Pinhalnovense nella stagione 2012-2013. Dopo un'annata passata al Joane, passa al Ribeirão in terza serie, per poi trasferirsi per la stagione 2015-2016 al Tirsense. L'anno successivo è al Salgueiros dove segna quattro reti in trenta presenza nel Campeonato de Portugal.

#### Estoril Praia
Dopo aver giocato per anni nelle categorie portoghesi minori, il 15 giugno 2017, a 23 anni, Boa Morte viene acquistato dal club di Primeira Liga dell'Estoril Praia, con cui sottoscrive un contratto triennale. Debutta in massima serie portoghese il 9 agosto 2017, nel corso dell'incontro perso 0-4 allo Stadio do Dragão contro il Porto.
Nel gennaio 2018 viene prestato per cinque mesi al Cova da Piedade, compagine di seconda divisione con la quale aveva tra l'altro iniziato a calcare i campi da calcio dieci anni prima. Tornato all'Estoril nella stagione 2018-2019, appena retrocesso in Segunda, colleziona nella prima metà dell'annata 19 presenze, marcando tre gol.

#### Portimonense
Il 31 gennaio 2019, nel corso della sessione di calciomercato invernale, Boa Morte viene acquistato dal Portimonense, salendo di categoria. Il 10 marzo segna la sua prima rete in carriera in Primeira Liga contro il Nacional (vittoria per 5-1), ripetendosi la giornata successiva nel pareggio per 2-2 contro il Belenenses.

## Palmarès

### Individuale
- Capocannoniere della Coppa di Lega emiratina: 1

2022-2023